# Linanthus tularensis
Linanthus tularensis là một loài thực vật có hoa trong họ Polemoniaceae. Loài này được (Brand) H. Mason mô tả khoa học đầu tiên năm 1948.